# Таманредё
Таманредё (нидерл. Tamanredjo) — коммуна и город в Суринаме, расположенный в округе Коммевейне.
Город был построен в 1937 году специально для иммигрантов с Явы. Название города происходит из яванского языка. На 2012 год, в городе жили 6601 человек.
Таманредё находится южнее Алкмаара, на дороге от Албины до Ньив-Никкери. Это место — главная точка поставки газа в регионе. Тут есть газовый насос, служащий близлежащему Мунго.

## Население
Первоначально, население состояло из яванцев, и они по-прежнему составляют большинство жителей (56 % от общего числа). Тогда они были мусульманами, однако сейчас, большинство жителей города — христиане.
В дополнение к яванскому населению, в городе также живут хиндустанцы (17 %), люди со смешанными национальностями (13 %), креолы (7 %), и мароны (4 %).